# Fernando del Rey Reguillo
Fernando del Rey Reguillo (La Solana, 1960) es un historiador español.

## Biografía
Nacido en la localidad ciudadrealeña de La Solana en 1960, es catedrático de Historia Política y de los Movimientos Sociales en la Facultad de Ciencias Políticas de la Universidad Complutense de Madrid.

## Obra
Es autor de obras como Propietarios y patronos. La política de las organizaciones económicas en la España de la Restauración, 1914-1923 (1992), La defensa armada contra la revolución. Una historia de las «guardias cívicas» en la España del siglo xx (1995), El poder de los empresarios. Política e intereses económicos en la España contemporánea (1875-2000) (2002), junto a Mercedes Cabrera, o Paisanos en lucha. Exclusión política y violencia en la Segunda República española (2008), entre otras. También ha sido coordinador de Palabras como puños. La intransigencia política en la Segunda República española y editor de Los desafíos de la libertad. Transformación y crisis del liberalismo en Europa y América Latina (2008), junto a Marcela García Sebastiani.
Rey Reguillo ha estudiado el dispar protagonismo de los distintos actores políticos en la violencia entre 1931 y 1936, enfatizando la mayor responsabilidad de las izquierdas obreras en esa violencia hasta 1936. Sin embargo, este autor nunca ha cuestionado el carácter democrático de la República, sino que la analiza como un proceso en construcción frustrado por las fuerzas que, desde la extrema izquierda a la extrema derecha, carecían de una cultura democrático-liberal, en donde los golpistas del 18 de julio desempeñaron un papel esencial. Para el historiador Manuel Álvarez Tardío Paisanos en lucha. Exclusión política y violencia en la Segunda República española es «uno de esos estudios que marcan un antes y un después en el análisis de un período histórico».
En 2017 codirigió el libro Políticas del Odio. Violencia y crisis de las democracias en el mundo de entreguerras. Este libro brinda una mirada de conjunto sobre la "brutalización de la política en el período de entreguerras, un laboratorio político excepcional en el que rivalizaron la democracia liberal, el comunismo, el fascismo y el conservadurismo autoritario. En concreto se analiza el impacto de la Gran Guerra, el deslumbramiento despertado por el bolchevismo y el fascismo en la radicalización juvenil, las luchas entre nazis y comunistas, la potencia del racismo norteamericano, el recurso a la fuerza en las contiendas electorales y la vigencia del anticlericalismo.
En 2019 publicó la obra Retaguardia roja (Galaxia Gutenberg), una suerte de recopilación de microhistorias de la violencia "entre vecinos" en la zona republicana en la provincia de Ciudad Real. En noviembre de 2020 obtiene el Premio Nacional de Historia, concedido por el Ministerio de Cultura y Deporte. El jurado valoró su obra «por constituir una aportación innovadora en su metodología, a partir de la microhistoria y sus personajes y en el tratamiento de un tema tan delicado como es la violencia en la Guerra Civil, que afronta desde una perspectiva ecuánime y equilibrada desligándose en todo momento del debate político. La obra cuenta con un intenso trabajo de investigación y un ejemplar tratamiento de las fuentes».

## Premios
- Premio Nacional de Historia (2020) por su obra Retaguardia roja. Violencia y revolución en la guerra civil española.[14]